# Navicular
L'escafoide del tars o navicular és un os petit que és al peu tant dels humans com del cavalls. En l'anatomia humana l'os navicular (en llatí: os naviculare) és un dels ossos del tars de l'esquelet que es troba al peu. El seu nom de navicular, deriva de la semblança amb una petita nau o barca, causada per la molt còncava superfície articular proximal. també s'havia dit navicular a l'os escafoide del carp, que és un dels ossos carpals. Es troba en la banda medial del peu.
L'os navicular és un os curt, parell i asimètric; té dues cares, anterior i posterior; dues vores, superior i inferior, i dos extrems, extern i intern. És a la cara interna de la segona filera del tars. S'articula amb le cap de l'astràgal per darrere, amb les tres falques per davant i amb el cuboide per fora generant les articulacions astragaloescafoidea (enartrosis), escafocuboidea i escafocuneal.

## Notes

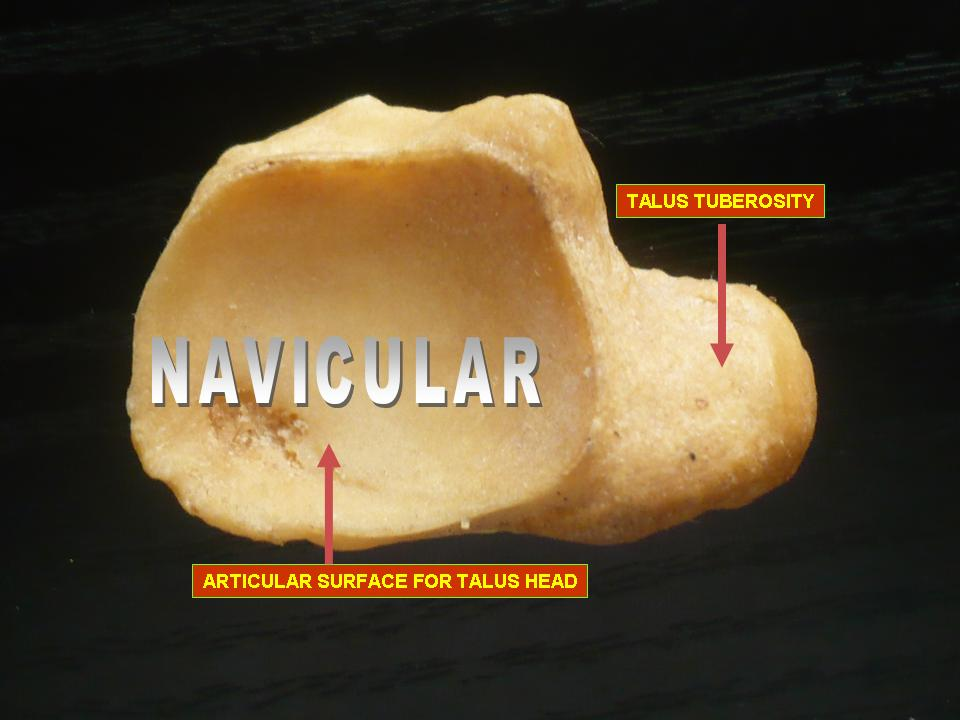
Os navicular - vista posterior
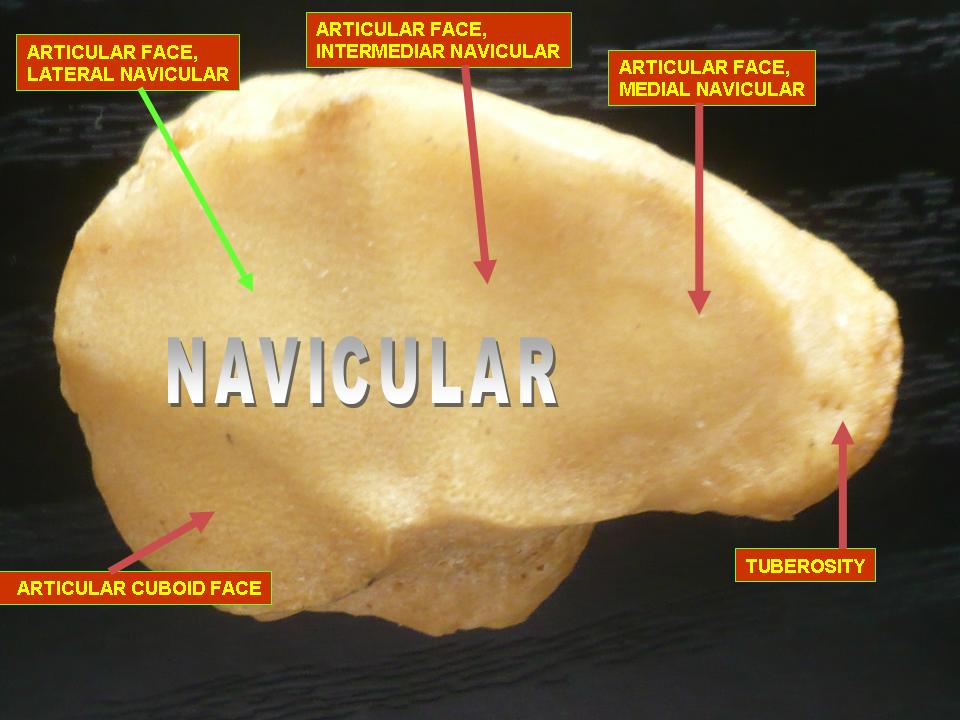
Os navicular - vista anterior
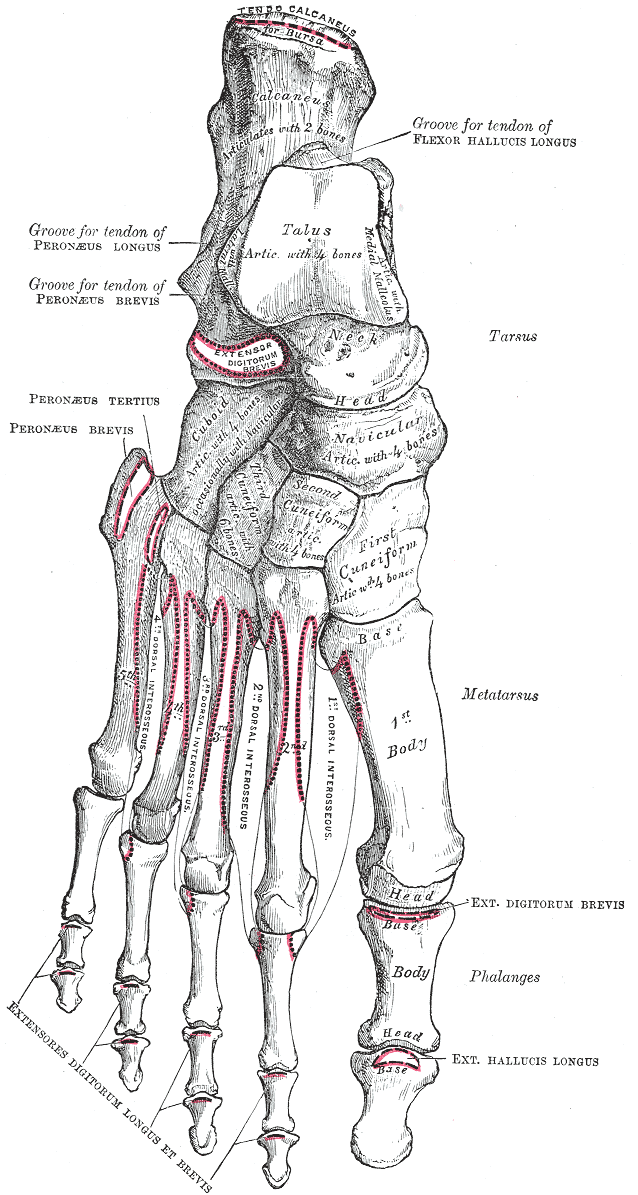
Ossos del peu dret. Superfície dorsal
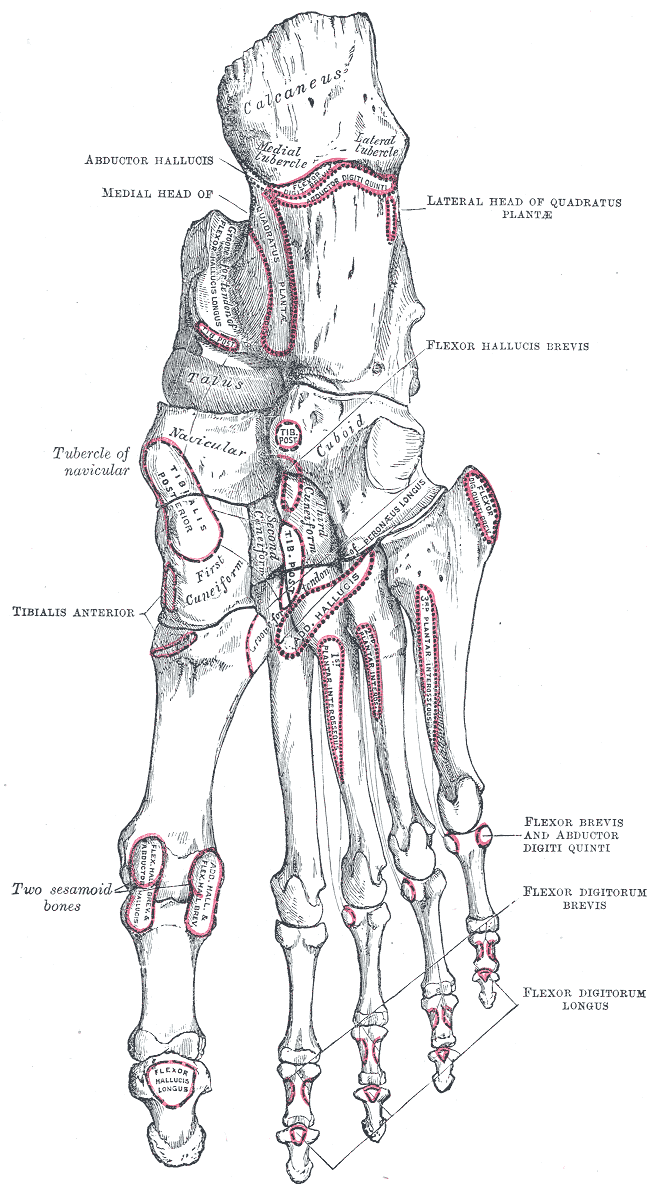
Ossos del peu dret. Superfície plantar.
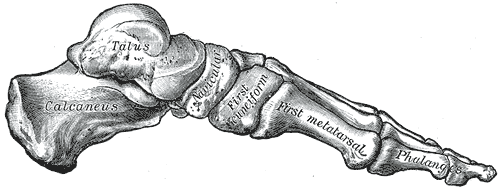
Esquelet dle peu. Aspecte medial.
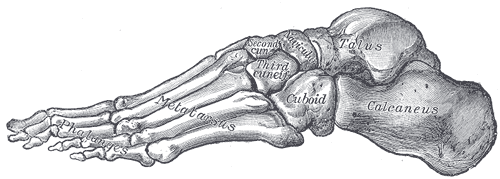
Esquelet del peu. Aspecte lateral.
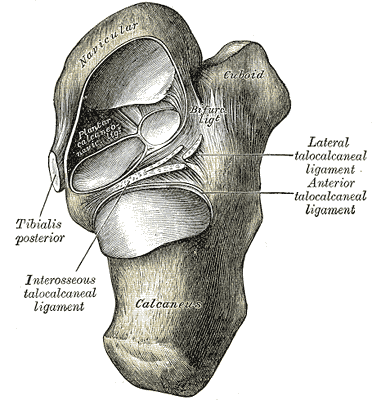
Articulacions talocalcaneal i talocalcaneonavicular.
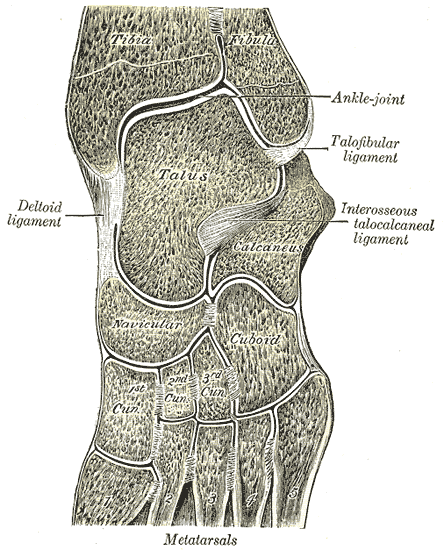
Secció obliqua mostrant les cavitats sinovials.
Ossos del peu